# Cherry Bomb (EP)
Cherry Bomb (promovido como NCT #127 Cherry Bomb) é o terceiro extended play do NCT 127, a subunidade com sede em Seul do grupo sul-coreano NCT. Foi lançado em 14 de junho de 2017 sendo gravado pela S.M. Entertainment e distribuído pela Genie Music.
O mini-álbum foi um sucesso comercial, alcançando a #2 posição da Gaon Album Chart e World Albums Chart da Billboard. O EP vendeu mais de 105,000 cópias físicas apenas em de junho de 2017.

## Antecedentes e lançamento
Em 25 de maio de 2017, a S.M. Entertainment confirmou o retorno do NCT 127 para junho e afirmou que o grupo havia filmado o vídeo musical para a faixa-título na Província de Gyeonggi.
Em 5 de junho, à meia-noite (KST), a primeira imagem teaser do NCT 127 foi divulgada, onde apresenta uma explosão de cerejas. No mesmo dia, a agência do grupo revelou que o EP, intitulado Cherry Bomb, seria lançado no dia 14 de junho de 2017 às 18:00 (KST). Em 7 de junho, o NCT 127 lançou um conjunto de imagens teasers para Taeyong, Winwin e Doyoung, apresentando três conceitos diferentes. No dia seguinte o grupo compartilhou três imagens de Haechan, Jaehyun e Yuta. No dia 9, foram lançadas as imagens de Mark, Taeil e Johnny. Em 10 de junho, o NCT 127 lançou as imagens do grupo inteiro em conjunto. O grupo também lançou vídeos de personagens em desenho animado em sua página oficial no Instagram, juntamente com uma mensagem especial dos membros.
Ainda em 10 de junho, o grupo liberou o primeiro vídeo teaser de sua faixa-título "Cherry Bomb". No mesmo dia, foi relatado que os ingressos do showcase de retorno do NCT 127 haviam esgotados em apenas 5 segundos. Em 12 de junho, a lista de faixas do mini-álbum foi divulgada, bem como um clipe especial de "Cherry Bomb". O mini-álbum foi lançado oficialmente em 14 de junho de 2017.

## Desempenho comercial
As pré-vendas de Cherry Bomb atingiram mais de 101.000 cópias, superando os mini-álbuns anteriores do NCT NCT #127 e Limitless.
Cherry Bomb estreou na #2 posição na Gaon Album Chart e US World Albums da Billboard, estreou na #21 posição no Top Heatseekers Albums da Billboard, e #22 na Oricon Albums Chart. O EP alcançou a posição de número 2 na Gaon Album Chart para o mês de junho de 2017, com mais de 105,000 cópias físicas vendidas.

## Lista de faixas
Créditos adaptados da página oficial do artista.
| N.º            | Título                           | Letras | Música | Arranjo                          | Duração |  |
| 1.             | "Cherry Bomb"                    | Lee Tae-yong Mark Lee Deepflow Lim Jung-hyo Oh Min-joo                                                            | Dwayne Abernathy Jr. Jennifer Decilveo Deez Jakob "Jay" Mihoubi Rudi "Rudy" Daouk Michael Woods Kevin White Andrew Bazzi MZMC | Dem Jointz Deez Yoo Young-jin    | 03:56   |  |
| 2.             | "Running 2 U"                    | Lee Tae-yong Mark Lee JQ Kim Jin                                                                                  | Karl Powell Harrison Johnson Ryan Christian Adrian McKinnon Tay Jasper Otha "Vakseen" Davis III MZMC                          | The Colleagues                   | 02:47   |  |
| 3.             | "0 Mile"                         | Lee Tae-yong Mark Lee Jo Yoon-kyung Jo Jin-joo Choi So-young (JF) Park Yong-joon (JF)                             | Christian Fast Julimar J-Son Santos Henrik Nordenback                                                                         | Christian Fast Henrik Nordenback | 03:23   |  |
| 4.             | "Sun & Moon"                     | Jung Joo-hee January 8th                                                                                          | Afshin Salmani Josh Cumbee Jai Waetford                                                                                       | AFSHeeN Josh Cumbee              | 03:07   |  |
| 5.             | "Whiplash"                       | Lee Tae-yong Mark Lee JQ O Neu Lu Xitsuh                                                                          | The Stereotypes 220 Andrew Choi MC Meta                                                                                       | The Stereotypes 220              | 03:21   |  |
| 6.             | "Summer 127"                     | Lee Tae-yong Mark Lee $un (Joombas) Bae Min-soo (Joombas) seizetheday (Joombas) CiaNo (Joombas) Kim In-hyung (JF) | Hyuk Shin Davey Nate Devin Hoffman Eric Scullin Jass Reyes DK Chek Parren                                                     | Chek Parren                      | 03:37   |  |
| 7.             | "Cherry Bomb (Performance Ver.)" | Lee Tae-yong Mark Lee Deepflow Lim Jung-hyo Oh Min-joo                                                            | Dwayne Abernathy Jr. Jennifer Decilveo Deez Jakob "Jay" Mihoubi Rudi "Rudy" Daouk Michael Woods Kevin White Andrew Bazzi MZMC | Dem Jointz Deez Yoo Young-jin    | 04:21   |  |
| Duração total: | Duração total:                   | Duração total: | Duração total: | Duração total:                   | 24:38   |  |

## Paradas musicais
Gráficos semanais
| Gráfico (2016)                     | Melhores posições |
| ---------------------------------- | ----------------- |
| Japan Albums (Oricon Albums Chart) | 18                |
| South Korean Albums (Gaon)         | 2                 |
| US Heatseekers Albums (Billboard)  | 21                |
| US Independent Albums (Billboard)  | 41                |
| US World Albums (Billboard)        | 2                 |

## Vendas
| Gráfico                            | Vendas   |
| ---------------------------------- | -------- |
| South Korean physical sales (Gaon) | 124,706+ |
| Japan physical sales (Oricon)      | 8,457+   |

## Histórico de lançamento
| País          | Data                | Formato(s)          | Gravadora(s)                   |
| ------------- | ------------------- | ------------------- | ------------------------------ |
| Mundialmente  | 14 de junho de 2017 | Download digital    | S.M. Entertainment             |
| Coreia do Sul | 14 de junho de 2017 | CD Download digital | S.M. Entertainment Genie Music |
| Japão         | 16 de junho de 2017 | CD Download digital | S.M. Entertainment             |